# Bisdom Cefalù
Het bisdom Cefalù (Latijn: Dioecesis Cephaludensis; Italiaans: Diocesi di Cefalù) is een in Italië gelegen rooms-katholiek bisdom met zetel in de stad Cefalù in de provincie Palermo, op het eiland Sicilië. Het bisdom behoort tot de kerkprovincie Palermo en is, samen met het aartsbisdom Monreale en de bisdommen Mazara del Vallo en Trapani, suffragaan aan het aartsbisdom Palermo.

## Geschiedenis
Het bisdom Cefalù (Grieks: ό Κεφαλουδίου) wordt sinds het einde van de 8e eeuw vermeld in de Griekse bisschopslijsten (notitiae episcopatuum). Bisschop Niketas nam deel aan het Concilie van Constantinopel van 869-870. Onder de Aghlabidische overheersing zou het bisdom ten onder zijn gegaan. Tussen de zuidelijke toren en de hoek van het portaal van de huidige kathedraal is een antieke Byzantijnse mozaïekvloer gevonden, die van de oorspronkelijke kathedraal zou kunnen zijn geweest.
De Kapittelkerk van Cefalù werd in 1131 door tegenpaus Anacletus II op verzoek van koning Rogier II van Sicilië tot bisschopszetel verheven. Het bisdom werd afgescheurd van het bisdom Catania, onder bestuur van Mauritius, heer van Catania alsook abt en bisschop. Eerste bisschop van Cefalù was Iocelmus (1131–1146), die voorheen prior was van de Santa Maria di Bagnara Calabra. Hij was echter vanaf 1139 enkel nog elect. Ook zijn opvolgers Harduin (1150–1156) en Daniel (1157) bleven elect. De eerste die de bisschopswijding ontving, was Boso (1157–1172). Dit gebeurde nadat hij door paus Alexander III was erkend. Hij noemde zich vervolgens primus Cephaludi episcopus.
Cefalù was samen met Lipari-Patti suffragaan aan het aartsbisdom Messina. In 1844 werd het suffragaan aan Palermo.

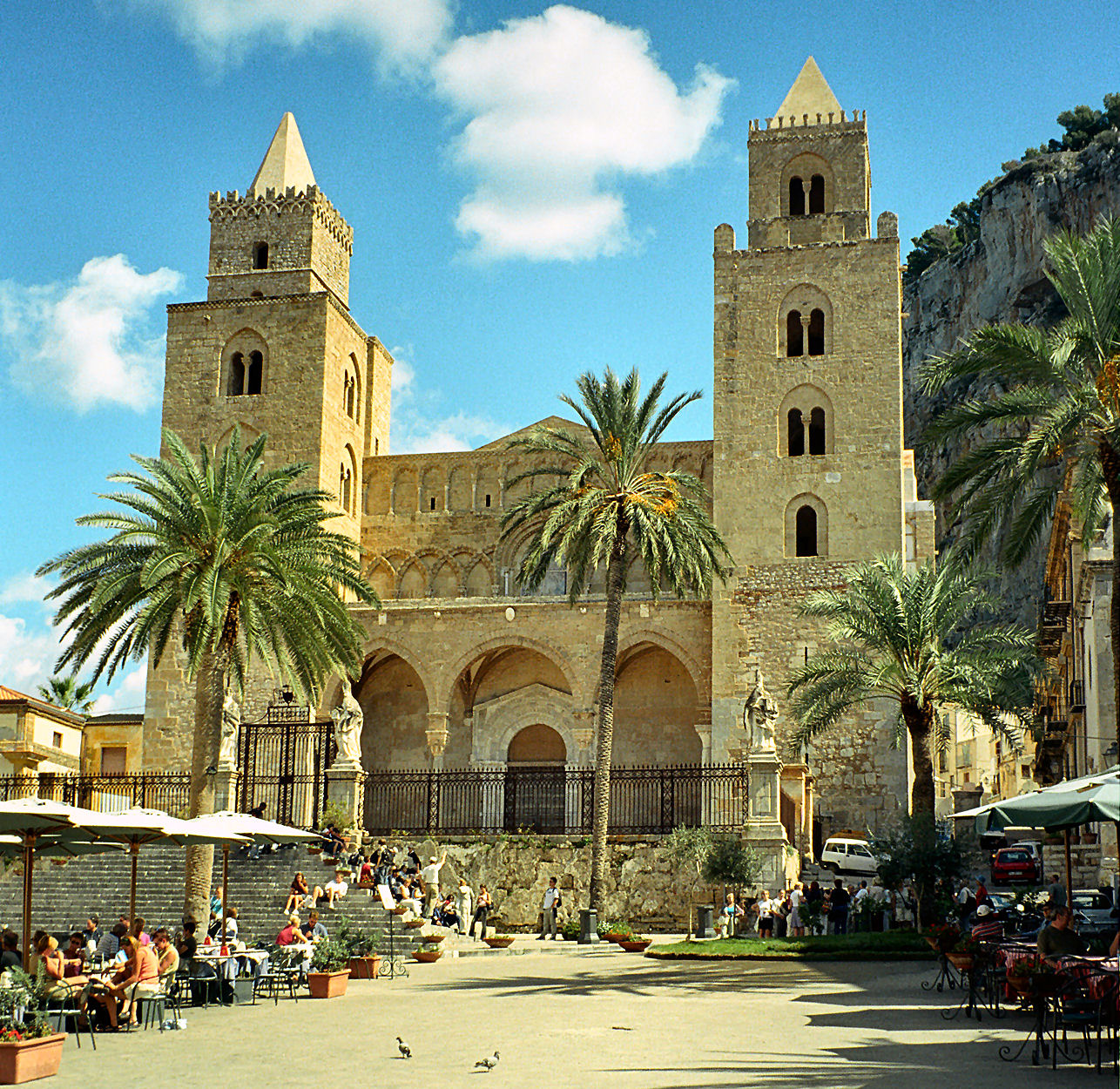
Kathedraal van Cefalù